# Monòlit del Coll de Burriac

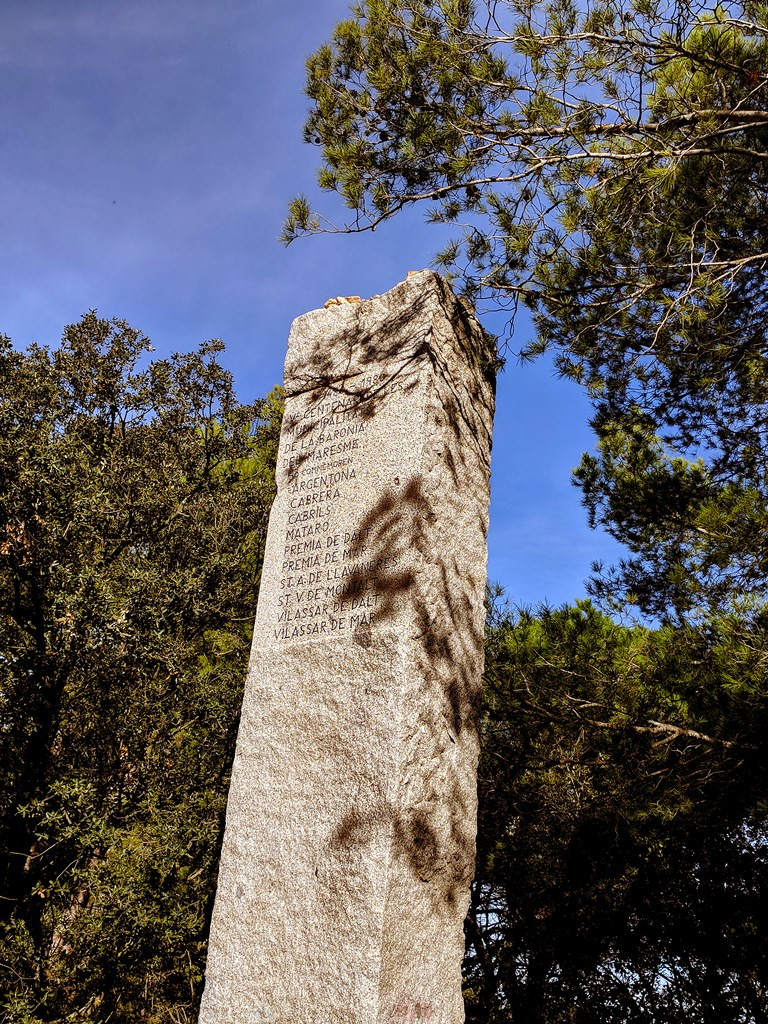
Monólit del coll de Burriac

El Monòlit del Coll de Burriac es troba al Parc de la Serralada Litoral, concretament a Cabrera de Mar (el Maresme).

## Descripció
És un monòlit de granit de més de 5 metres d'alçària, tot d'una peça i molt ferm. Fou erigit el 1980 en commemoració del 500è aniversari de l'alliberament dels lligams senyorials de les viles veïnes amb la Baronia del Maresme. Aquest fet suposà el final de l'època feudal per a aquest territori. El 3 de juliol del 1480, el rei Ferran II d'Aragó va signar a Toledo el privilegi que deslliurava jurídicament del feudalisme els termes de la baronia i els incorporava a la jurisdicció reial.
En aquesta època, el baró i senyor del Maresme (Pere Joan Ferrer i des Torrent), vivia al Castell de Burriac i no era massa estimat per la població. Sota la jurisdicció del castell es trobaven sis parròquies en total, entre elles les actuals poblacions de Cabrera de Mar, Argentona i Òrrius. Per la cessió de les terres a la corona va obtindre 8.000 florins, 6.000 aportats pels ajuntaments i 2.000 per la mateixa corona. El baró va continuar, però, residint en el castell.

## Accés
És ubicat a Cabrera de Mar: just al Coll de Burriac. Coordenades: x=448914 y=4598944 z=313.